# Vilamarxant
Vilamarxant è un comune spagnolo di 6 119 abitanti situato nella comunità autonoma Valenciana.